# 1782年議会法
1782年議会法（1782ねんぎかいほう、英語: Parliament Act 1782）、またはクルー法（クルーほう、英: Crewe's Act）は、グレートブリテン王国の法律。第2次ロッキンガム侯爵内閣期の1782年、庶民院議員ジョン・クルーの要請により制定された法律であり、「クルー法」という名前もジョン・クルーに由来する。
1782年議会法により、消費税庁、関税庁、郵政省の官僚は議会選挙での投票を禁じられた。ロッキンガム侯爵によると、これらの官僚の投票により結果が決まる選挙区は70に上り、消費税庁と関税庁だけでも11,500人が有権者だったという。ボッシニー選挙区やニュー・ロムニー選挙区などの腐敗選挙区において、政府が投票者に贈賄して投票を勧誘していることを受けて制定された法律だったが、同法の制定を受けて、有権者を直接官僚に任命せずその親族を任命するようになったため、規制は実効がなかった。
1868年歳入官僚失格法（Revenue Officers' Disabilities Act 1868、法律番号31 & 32 Vict. c. 73）により廃止された。